# Pahljačasti javor
Pahljačasti javor (znanstveno ime Acer palmatum) je listopadno drevo iz družine sapindovk.

## Opis
Pahljačasti javor zraste od 5 do 8 metrov visoko, izjemoma tudi več in ima kupolasto krošnjo. Pogosto se deblo razcepi že v bazi. Vejice in peclji tega drevesa so gladki, listi pa so 5 do 9 krpi in imajo nazobčan rob. Med krpami so globoke zareze, kar daje listu videz široko razprte dlani z iztegnjenimi prsti, po čemer je dobil tudi vrstno ime. Listi zrastejo od 4–12 cm v dolžino in so že spomladi raznobarvnih barvnih odtenkov od zelene, rumene in rdečkaste, rdeči toni pa postanjeo v jeseni še bolj izraziti. 
Dvospolni cvetovi so škrlatno rdeče barve, združeni pa so v kratka socvetja. Oplojeni cvetovi se razvijejo v krilate plodove, ki so v parih nameščeni na kratke peclje. Kot med plodovi je skoraj 180º, krilca pa so ob semenu zožena in se proti koncu razširijo. Krilca dosežejo dolžino 2–3 cm, seme pa je zrno premera 6–8 mm.

## Razširjenost in uporabnost
Pahljačasti javor je samonikel v Koreji, na Japonskem in na Kitajskem, od tam pa je našel pot povsod po svetu, kjer je izjemno priljubljeno okrasno drevo. Najbolje uspeva na zmerno vlažni, rahlo kisli, rodovitni zemlji, ne sme pa biti izpostavljen močnemu vetru.
Razmnožuje se s semeni ali potaknjenci.

## Podobne vrste
- Acer duplicatoserratum (syn. A. palmatum var. pubescens Li)
- Acer japonicum - pravi japonski javor
- Acer pseudosieboldianum
- Acer shirasawanum
- Acer sieboldianum